# Gary Sundgren
Kari Juhani Sundgren, més conegut com a Gary Sundgren, és un futbolista suec, ja retirat. Va nàixer el 25 d'octubre de 1967 a la localitat finesa de Vammala, però als pocs anys es va traslladar amb la seua família a Suècia.
Després de destacar a l'IK Franke, el 1988 s'incorpora a l'AIK Fotboll, amb qui jugaria més de dos-cents partits en deu temporades. A més a més va guanyar la Lliga de 1992 i la Copa de 1996 i 1997.
L'estiu de 1997 fitxa pel Reial Saragossa de la lliga espanyola, amb qui va jugar 111 partits a la primera divisió, i va guanyar la Copa del Rei del 2001. Sense lloc al conjunt aragonés, que havia baixat a Segona, retorna a l'AIK, on roman una temporada abans de concloure la seua carrera en equips modestos del seu país.
Amb la selecció sueca Sundgren va disputar 31 partits i va marcar un gol. Va formar part del combinat del seu país que va acudir a l'Eurocopa del 2000.